# Tephrina hopfferaria
Tephrina hopfferaria là một loài bướm đêm trong họ Geometridae.